# Desafinado
Desafinado — пісня, створена в 1958 році Антоніу Карлусом Жобіном і Ньютоном Мендонса, одна з найвідоміших і найбільш виконуваних у світі композицій жанру босанова.

## Історія

### Створення
Наприкінці 1950-х років Антоніу Карлус Жобін та його друг і колега Ньютон Мендонса багато часу працювали разом над новими піснями. В цей період творчий дует створив деякі з найвідоміших пісень майбутньої босанови: Foi a noite, Discussão, Meditação, Samba de uma nota só.
Попри постійну роботу музичним редактором в звукозаписувальній компанії Odeon, Жобім, так само, як Мендонса, змушений був ночами підробляти, акомпануючи ресторанним співакам. Під час однієї з домашніх зустрічей у 1958 вони удвох і склали Desafinado, спочатку як жарт. Ідея полягала в тому, щоб зробити легку на вигляд пісню, з ритмом і гармонією якої було б важко впоратись малоздібним співакам. Це була маленька авторська помста.
Пісня була запропонована різним вокалістам, перш ніж її послухав і відчув своєю Жуан Жілберту. Desafinado була записана ним у компанії Odeon наприкінці 1958 р. і вийшла у 1959 році 10-дюймовою платівкою разом з Hô-bá-lá-lá і того ж року з'явився перший відомий альбом співака Chega de Saudade до якого також увійшла ця пісня. Версія Desafinado Жуана Жілберту розпочала нову школу, йому вдалося сприйняти і приручити дисонанс з «фальшивих нот», створених Жобімом і Мендонсою. Бразильські співаки зрозуміли, як співається босанова.

### Успіх
В 1961 році, американський гітаріст Чарлі Берд під час гастролей у Бразилії познайомився з босановою і її основними принципами. Повернувшись додому, він привіз чемодан бразильських записів, серед яких, мабуть, були і платівки Жуана Жілберту. Він запросив Стена Гетца і продюсера Кріда Тейлора послухати їх. Результатом став запис альбому Jazz Samba 13 лютого 1962 року на Verve Records.
Desafinado та весь альбом мали великий успіх. Кар'єра Стена Гетца після досить слабкого періоду, коли його гра здавалася застарілою, знов пішла вгору. Відомий саксофоніст став популяризатором нового стилю, який змішав нові бразильські ритми з джазом. Протягом двох наступних років Verve Records випустила ще декілька дисків Jazz Samba, завжди з його власною версією Desafinado, поки він не зустрівся зі справжнімі бразильцями, що надихнули його.
Гетц отримав за Desafinado Ґреммі як за кращу інструментальну джазову композицію у 1962 році. Після успіху інструментальної версії Стена Гетца і Чарлі Берда, Крід Тейлор зажадав вокальну версію Desafinado у виконанні кращих співаків, що працювали з Verve. Англомовний текст був створений Джоном Хендріксом і Джессі Кавано, пісня отримала назву Slightly Out of Tune (інколи Off Key). Але, на відміну від інших перекладених бразильських пісень (як Garota de Ipanema / The Girl From Ipanema), Desafinado, як і раніше, зберігає свою початкову назву на більшості записів.
Перший вокальний запис на Verve Records створений 12 вересня 1962 із джазовою співачкою Пет Томас (Pat Thomas) та оркестром Семмі Лоу (в якому на той час грали Джонні Ходжес і Генк Джонс) Наступною була Елла Фітцджеральд 1 жовтня 1962 року з оркестром Марті Пейча.
Протягом 1962—1963 років записи джазових альбомів з бразильськими ритмами пішли один за одним і, майже в кожний включали Desafinado. Навіть джазмени старої гвардії були піддалися новій моді, Коулмен Гокінс того ж року записав альбом Coleman Hawkins – Desafinado (Bossa Nova & Jazz Samba)
Жобім і Жілберту були вкрай незадоволені тлумаченням, яке було дано мелодії в альбомі Jazz Samba. Після знаменитого концерту босанови 21 листопада 1962 року в Карнегі-хол, вони зустрілися з Крідом Тейлором і Гетцем, аби це виправити, і перше, що зробили, це продемонстрували Гетцу, як само треба грати Desafinado
Пісня у виконанні Жілберту на португальській увійшла в новий альбом Getz/Gilberto з ритмічно відновленим устроєм, завдяки внеску ритм-секції Мілтона Банана і гітари Жілберту. На жаль, відновлена версія була затьмарена успіхом Garota de Ipanema, що стала новим символом босанови.

## Дискографія
- Жуан Жілберту — Desafinado / Hô-bá-lá-lá (Odeon, 1959)
- Жуан Жілберту — Chega de Saudade (Odeon, 1959)
- Стен Гетц — Desafinado / Jazz Theme From Dr. Kildare (сингл Verve, 1962)
- Стен Гетц і Чарлі Берд — Jazz Samba (Verve, 1962)
- Елла Фітцджеральд — Desafinado (Off Key) / Stardust Bossa Nova  (сингл Verve, 1962)
- Квінсі Джонс — Big Band Bossa Nova (Mercury Records, 1962)
- Коулмен Гокінс — Desafinado — Coleman Hawkins Plays Bossa Nova & Jazz Samba (Impulse! Records, 1962)
- Герб Алперт & The Tijuana Brass — The Lonely Bull (A&M Records, 1962)
- Джулі Лондон — The End of the World (Liberty Records, 1963)
- Антоніу Карлус Жобін — The Composer of Desafinado, Plays (Verve, 1963)
- Маріна Моран — Lady Bossa Nova in Italy (CAM, 1963)
- Стен Гетц і Жуан Жілберту — Getz/Gilberto (Verve, 1964)